# The Atlantic
The Atlantic è una rivista statunitense di cultura, letteratura, politica estera, salute, economia, tecnologia e scienza politica, fondata nel 1857 (primo numero a novembre) da Ralph Waldo Emerson, Henry Wadsworth Longfellow, Oliver Wendell Holmes, James Russell Lowell e altri, a Boston.
Originariamente chiamata The Atlantic Monthly, per 144 anni è stata una rivista mensile, per passare a 11 numeri all'anno dal 2001, e a 10 numeri dal 2003, fino a togliere dal numero di gennaio/febbraio 2004 la parola Monthly dalla copertina e ribattezzarsi ufficialmente come The Atlantic dal 2007. Ha sempre cercato di lavorare, con grande indipendenza dai partiti politici, "a favore della libertà, del progresso nazionale, e dell'onore, sia pubblici sia privati".

## Storia

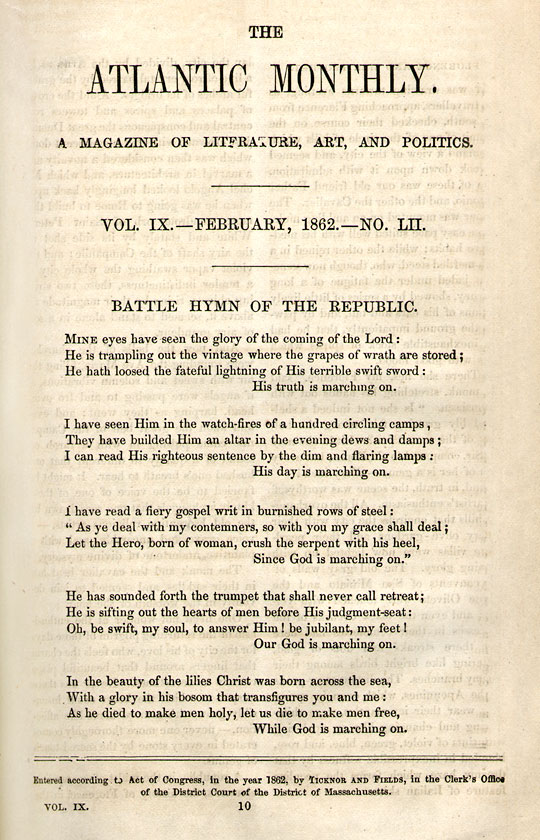
Pagina del 1862 con Battle Hymn of the Republic.

È stata la prima rivista a pubblicare articoli di riformatori e abolizionisti come Julia Ward Howe (The Battle Hymn of the Republic, febbraio, 1862), e William Parker (The Freedman's Story, febbraio/marzo 1866). Ha pubblicato articoli di Charles William Eliot (The New Education, una richiesta di riforma pedagogica che ha portato il suo autore alla presidenza dell'Harvard University nel 1869), Charles Waddell Chesnutt, Thomas Wentworth Higginson (un articolo del quale provocò in Emily Dickinson la richiesta che l'autore le facesse da mentore), oltre a reportage di Mark Twain dal Mississippi, fino alla Letter from Birmingham Jail di Martin Luther King (agosto 1963).
È stata anche la prima prova di stampa per racconti di Henry James, Louise Erdrich, Breece D'J Pancake, Sue Miller, e Bobbie Ann Mason e ha divulgato poesie di William Edward Burghardt Du Bois, Robert Frost, Robert Lowell ecc. oltre a idee di Henry David Thoreau, Theodore Roosevelt, Thomas Woodrow Wilson, Reinhold Niebuhr e John Fitzgerald Kennedy.
In anni più recenti ha ospitato articoli scientifici, per esempio, di Vannevar Bush (As We May Think, luglio 1945) o inchieste, come quelle di William Langewiesche sul World Trade Center o di James Fallows sulla guerra in Iraq. Tra i collaboratori degli anni 2000 si trovano giornalisti e scrittori come Mark Bowden, Jeffrey Goldberg, Megan McArdle o Robert David Kaplan.

## Direttori
- James Russell Lowell, 1857–1861
- James Thomas Fields, 1861–1871
- William Dean Howells, 1871–1881
- Thomas Bailey Aldrich, 1881–1890
- Horace Elisha Scudder, 1890–1898
- Walter Hines Page, 1898–1899
- Bliss Perry, 1899–1909
- Ellery Sedgwick, 1909–1938
- Edward A. Weeks, 1938–1966
- Robert Manning, 1966–1980
- William Whitworth, 1980–1999
- Michael Kelly, 1999–2003
- Cullen Murphy, 2003–2006 (interim)

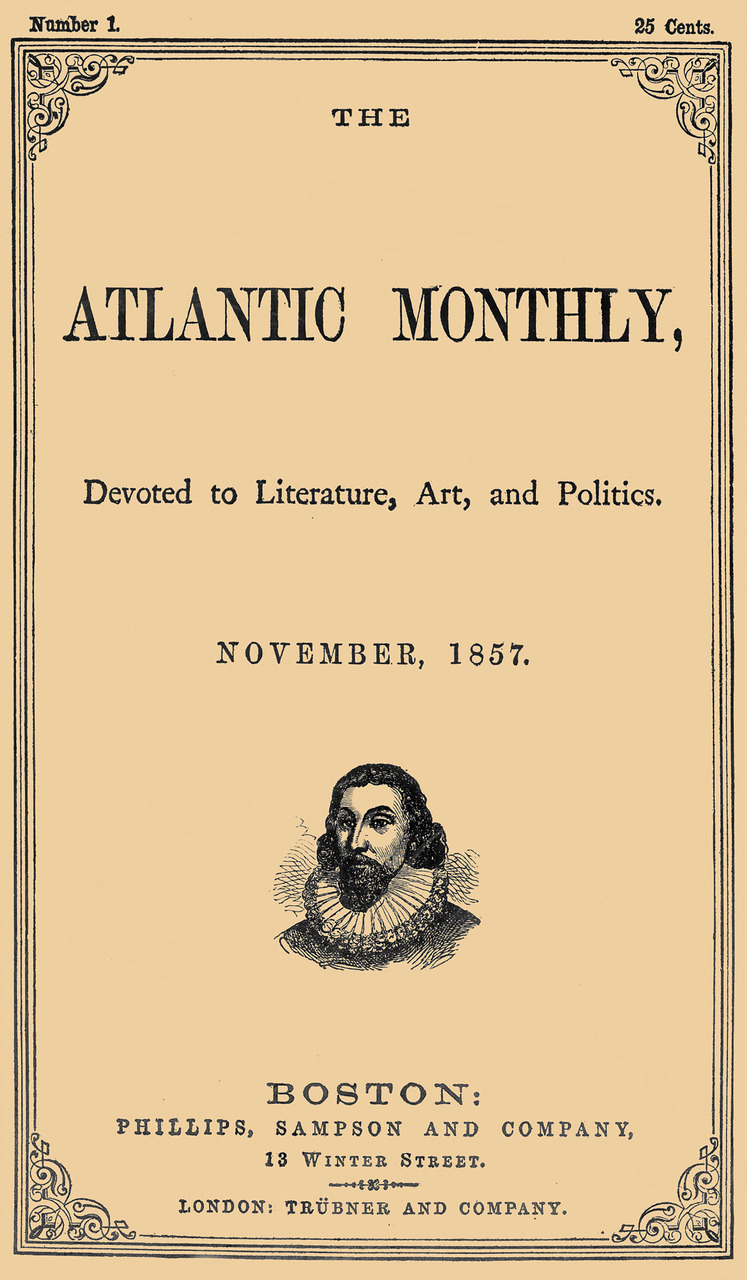
Copertina del numero di novembre 1857.

- James Bennet, 2006-2016
- Jeffrey Goldberg, dal 2016[2]